# Neta Maughan
Neta Anne Maughan (Australia, agosto de 1938) es una docente de piano australiana. Algunos de sus alumnos más exitosos son Michael Kieran Harvey, Bernadette Harvey-Balkus, Aaron McMillan, Simon Tedeschi, y su hija Tamara Anna Cislowska. Hoy, sus alumnos se encuentran dispersos en el mundo, algunos en posiciones de enseñanza en las principales instituciones de enseñanza, otros son artistas profesionales y algunos están en posiciones gerenciales-administrativas.

## Biografía
Maughan es originaria de la costa norte de Nueva Gales del Sur, y creció en los suburbios del oeste de  Sídney. Viene de una larga línea de pianistas y profesores de piano - cinco generaciones de su familia han sido o ejecutantes o educadores o ambos.
Maughan comenzó a dar clases de música, cuando tenía 17 años de edad.
Se inscribió en un diploma de la música en el Conservatorio de Música de Nueva Gales del Sur (hoy Conservatorio de Música de Sídney), sin embargo se vio obligada a retirarse, en su último año, debido a necesidades de la familia. Más tarde continuó sus estudios y estudió canto bajo Elizabeth Todd y piano con Alexander Sverjensky.

### Carrera
Neta enseñó piano, voz y teoría musical en el Conservatorio de Música de Sídney durante 40 años, y recibió el Premio Consejo de Examinaciones de Música de Australia por la excelencia en la enseñanza en al menos 27 ocasiones. También enseñó a estudiantes privados en su casa, y fue examinadora para el AMEB durante 43 años.

### Honores
- Consejera de la "Asociación de Profesores de Música de Nueva Gales del Sur"[4]

#### Galardones
- 2010: fue designada un Miembro de la Orden de Australia; donde en su citación dice

"Por servicio a la educación musical como profesora de piano, canto y teoría de la música, a organizaciones profesionales, y como mentora de jóvenes intérpretes".

#### Eponimia
- Premio Neta Maughan Bach[4]